# Melampophylax mucoreus
Melampophylax mucoreus är en nattsländeart som först beskrevs av Hagen 1861.  Melampophylax mucoreus ingår i släktet Melampophylax och familjen husmasknattsländor. Utöver nominatformen finns också underarten M. m. alpinus.